# Веверица вајарка
Веверица вајарка (лат. Glyphotes simus, енгл. Sculptor squirrel) је сисар из реда глодара (Rodentia) и породице веверица (Sciuridae).

## Распрострањење
Ареал врсте је ограничен на једну државу, Малезију.

## Станиште
Станишта врсте су шуме и планине од 1.000 до 1.700 метара надморске висине.
Врста је присутна на подручју острва Борнео у Индонезији.

## Угроженост
Подаци о распрострањености ове врсте су недовољни.